# マルコム・マーシャル
マルコム・デンジル・マーシャル（英: Malcolm Denzil Marshall、1958年4月18日 - 1999年11月4日）は、バルバドス・ブリッジタウン出身の元プロクリケット選手。元西インド諸島代表。クリケットの歴史の中でも屈指のボウラーであり、2013年にはクリケットのバイブルとして知られるウィズデン・クリケッターズ・アルマナックによって、150年間の歴代ワールドイレブンに選出された。